# Меркадо, Кевин
Кевин Бриан Меркадо Лима (исп. Kevin Bryan Mercado Lima ; родился 28 января 1995 года в Гуаякиле) — эквадорский футболист, вингер клуба «Дельфин».

## Клубная карьера
Меркадо — воспитанник клуба ЛДУ Кито. 11 августа 2012 года в матче против «Текнико Университарио» он дебютировал в эквадорской Примере. 12 мая 2013 года в поединке против ЛДУ Лоха Кевин забил свой первый гол за ЛДУ Кито. Летом 2014 года вместе со своим партнёром по команде Габриэлем Коросо, Меркадо перешёл в испанскую «Гранаду». Из-за высокой конкуренции Кевин играл за дублёров.
В начале 2015 года для получения игровой практики Меркадо на правах аренды перешёл в аргентинский «Годой-Крус». 7 марта в матче против «Нуэва Чикаго» он дебютировал в аргентинской Примере. В этом же поединке Кевин забил свой первый гол за «Годой-Крус».
В начале 2016 года Кевин вновь отправился в аренду, его новым клубом стал «Атлетико Сармьенто». 9 февраля в матче против «Велес Сарсфилд» он дебютировал за новую команду. После окончания аренды Меркадо ненадолго вернулся в «Гранаду», но уже в начале 2017 года на правах аренды присоединился к софийскому ЦСКА. 25 февраля в матче против «Берое» он дебютировал в чемпионате Болгарии. 11 марта в поединке против «Монтаны» Кевин забил свой первый гол за ЦСКА.
В начале 2018 года Меркадо вернулся на родину, подписав контракт с «Универсидад Католика» из Кито. 24 февраля в матче против «Депортиво Куэнка» он дебютировал за новый клуб. 28 апреля в поединке против «Макары» Кевин забил свой первый гол за «Универсидад Католика».

## Международная карьера
В 2011 году Меркадо принял участие в домашнем чемпионате Южной Америки. На турнире он сыграл в матчах против команд Боливии, Перу, Колумбии, Парагвая, Бразилии, Уругвая, а также дважды против Аргентины. В поединке против боливийцев Кевин забил гол.
Летом того же года Меркадо принял участие в юношеском чемпионате мира в Мексике. На турнире он сыграл в поединках против команд Панамы, Буркина-Фасо и Бразилии. В поединке против буркинийцев Кевин забил гол.
В 2015 году в составе молодёжной сборной Эквадора Меркадо принял участие в молодёжном чемпионате Южной Америки в Уругвае. На турнире он сыграл в матчах против команд Аргентины, Перу, Боливии и Парагвая.